# Indiens herrlandslag i innebandy
Indiens herrlandslag i innebandy representerar Indien i innebandy på herrsidan.

## Historik
Laget spelade sin första landskamp den 1 december 2005, då man i Singapore förlorade mot Singapore med 2-41.

### Fotnoter
1. ↑  ”International Floorball Federation”. http://www.floorball.org/default.asp?kieli=826&sivu=147&alasivu=147. Läst 22 augusti 2011.